# Église de la Sainte-Trinité de Lamentin
Pour les articles homonymes, voir Église de la Sainte-Trinité.
L'église de la Sainte-Trinité de Lamentin est une église catholique située rue de la République à Lamentin en Guadeloupe.

## Historique
Plusieurs églises se succèdent dès la fondation au XVIIe siècle de la ville. Le tremblement de terre de 1843 détruit l'église. Elle n'est reconstruite qu'en 1855. La première pierre est posée le 27 janvier 1855 et l'église est provisoirement bénite à la Noël 1859 avant d'être consacrée par Mgr Forcade le 27 juin 1860.
L'orgue est commandé en 1887 aux ateliers Didier à Épinal et est livré l'année suivante. Un cyclone fragilise fortement l'église en 1899 et l'ouragan Okeechobee l'anéanti complétement en septembre 1928.
L'église est reconstruite, à partir de 1931, sur les bases de l'ancien édifice détruit lors de l'ouragan Okeechobee de septembre 1928 par l'architecte français Ali Tur qui réalise plus d'une centaine de bâtiments civils et religieux sur l'île après les destructions dues au cyclone. Le budget alloué par la commune à l'édification, obtenu par adjudication, a été de 1 230 000 FRF (881 085,9 EUR2023) empruntés auprès du Crédit foncier colonial. Il n'inclut pas celui de la construction du presbytère qui est rattaché à l'église.
L'édifice est inscrit au titre des monuments historiques en 2009, puis classée par arrêté du 8 juin 2017. Du fait de son époque de construction elle bénéficie également du label « Patrimoine du XXe siècle ».

## Architecture et ornements
Ali Tur a reconstruit la façade de l'église selon le plan de l'édifice original mais en utilisant le béton armé, également utilisé pour la voûte en berceau et la charpente du toit bombé, ainsi que pour les deux clochers qui encadrent l'édifice. Le bâtiment est constitué d'une nef centrale flanquée de deux bas-côtés mais sans transept.
Il ajoute surtout de nombreux ornements spécifiques de son style tels que les claustras (dont le but est l'optimisation de la ventilation naturelle de l'édifice), les fonts baptismaux, les carrelages (en grès cérame à motif central en damier), les emmarchements extérieurs, l'escalier intérieur, les colonnes cylindriques et des vitraux en moucharabiehs. Enfin, l'église possède un escalier remarquable ajouré, tournant à retours, réalisé en maçonnerie.
L'église est décorée en façade d'un christ aux pieds joints au centre d'un panneau constitué de claustras.